# Muskötkrigen
Musketkrigen var en serie av över 50 slag som utkämpades i Nya Zeeland mellan māorierna åren 1807-1842, då māorierna kommit åt musköter. 
Nordliga stammar, som de rivaliserande Ngā Puhi och Ngāti Whātua, blev de första att skaffa sig eldvapen, vilket ledde till svåra förluster på båda sidor. Krigen karaktäriserades av brutalitet, där byar brändes, fångar dödades, och tortyr, slaveri och kannibalism var vanligt.

### Fotnoter
1. ↑  Chapter 2: The Missionary Era, in Cowan, James (1922). The Old Frontier : Te Awamutu, the story of the Waipa Valley : the missionary, the soldier, the pioneer farmer, early colonization, the war in Waikato, life on the Maori border and later-day settlement. The Waipa Post Printing and Publishing Company Limited, Te Awamutu.